# Костенко, Александр Николаевич
Александр Николаевич Костенко (укр. Олександр Миколайович Костенко; род. 4 октября 1949) — украинский учёный-правовед, доктор юридических наук, профессор, академик Национальной академии правовых наук Украины, заведующий отделом проблем уголовного права, криминологии и судоустройства Института государства и права имени В.М. Корецкого НАН Украины, профессор Национального университета «Киево-Могилянская академия», Заслуженный деятель науки и техники Украины.

## Взгляды и теории
Автор более 400 научных и научно-публицистических работ. А.Н. Костенко развивает натуралистическое мировоззрение, в соответствии с которым «все сущее — это проявление сущности, называемой Природой». Учёный предлагает, исходя из принципа социального натурализма, реформировать социальные науки в науки о природных законах общественной жизни людей, с которыми должны согласовываться их воля и сознание. Человек в этом случае определяется как существо, способное жить по природным законам общественной жизни людей (то есть по законам «третьей» — социальной природы). Такое представление о человеке является основой для развиваемой А.Н. Костенко социально-натуралистической теории гуманизма. В соответствии с теорией «социального натурализма», развиваемой А.Н. Костенко из идеи природной целостности мира, бог — это Природа, представленная в религиозной форме (социально-натуралистическое понимание бога). Социальный прогресс учёный рассматривает как результат согласования воли и сознания людей с природными законами общественной жизни. Все кризисные явления в обществе учёный рассматривает как следствие нарушения людьми природных законов общественной жизни. Глобализацию рассматривает как результат прогрессивного движения народов к «общему знаменателю». Основой нормальной общественной жизни есть социальный порядок, под которым следует понимать согласованность отношений между людьми с законами социальной природы. Учёный также рассматривает с собственных позиций и проблему свободы воли.

## Награды
Орден «За заслуги» III степени (2009).